# Sant Feliu de Guíxols
Sant Feliu de Guíxols (katalanisch [ˈsam fəˈɫiw ðə ˈɣiʃuɫs]) ist eine katalanische Stadt an der Costa Brava in der Provinz Girona. Der Name Sant Feliu geht zurück auf den Heiligen Felix von Afrika, Legionär im Heer des Maximian, der einer Legende nach 304 in Lodi zusammen mit Nabor den Märtyrertod erlitt.
Der Zusatz de Guíxols stammt von den Hügeln, auf denen sich die antike Vorläufer-Siedlung befand; die Etymologie dieser Bezeichnung ist nicht nachgewiesen.

## Landschaft, Lage und Umgebung

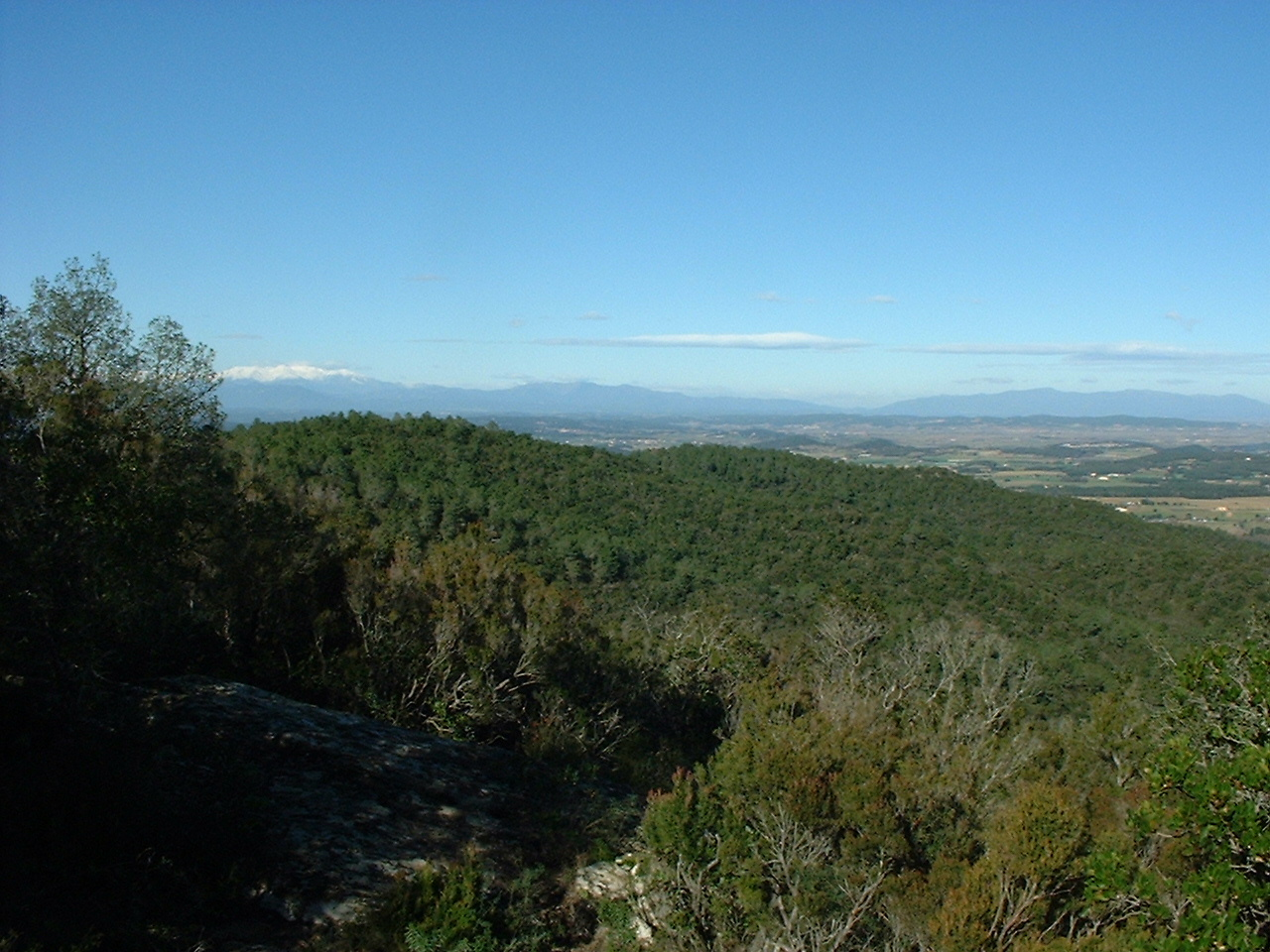
Naturschutzgebiet in den Gavarres Bergen

In Sant Feliu de Guíxols endet die Küste der Baix Empordà, südlich beginnt die Comarca La Selva.
Sant Feliu liegt in einer Bucht ca. 115 km nordöstlich von Barcelona und ist umgeben von Hügeln und felsigem Küstengebirge. Die natürlichen Grenzen durch die Steilküste führten dazu, dass sich die Stadt sehr stark ins Landesinnere in Form eines spitzwinkligen Dreiecks ausbreitete. Die Vegetation rund um Sant Feliu ist wie in der gesamten Baix Empordà von Korkeichen-, Pinien- und Kiefern-Wäldern zwischen den Felsküsten geprägt. Zwischen den Felsenkaps liegen kleine Strandbuchten. Das größte Naturschutzgebiet ist der Nationalpark in den Gavarres-Bergen, der zu den am 14. Dezember 1992 durch die katalanische Regierung gesetzlich ausgewiesenen Pla d’Espais d’Interès Natural (=PEIN)-Arealen zählt.

## Klima
Wie bei allen Orten an der östlichen Küste Spaniens ist das gemäßigte Klima Sant Felius vom Mittelmeer geprägt. Die jährliche Durchschnittstemperatur liegt bei 16 °C, und auch im Winter ist es mild. Während des Jahres scheint die Sonne ca. 2500 Stunden, Niederschläge gibt es größtenteils im Herbst und Frühjahr.

## Geschichte

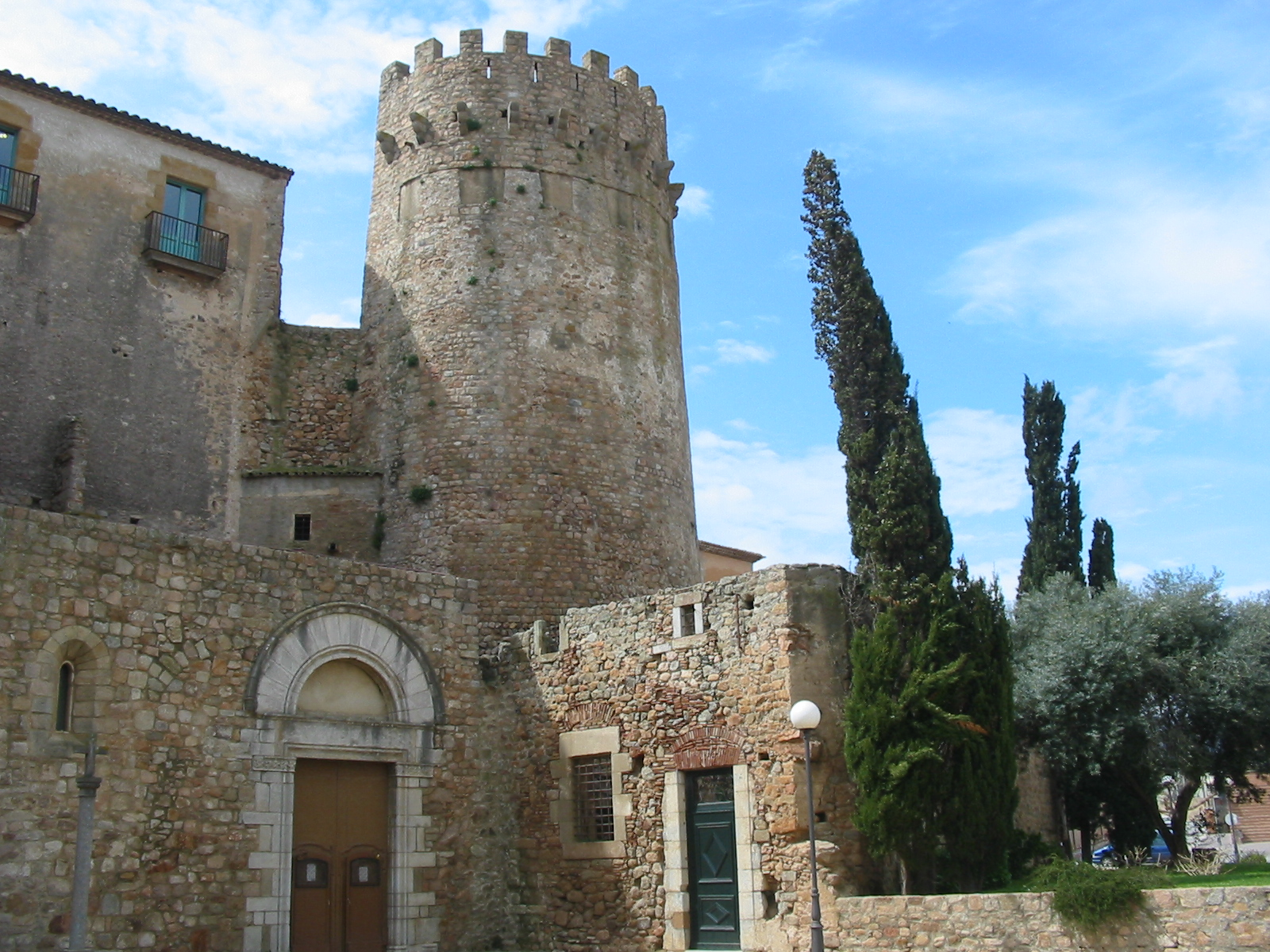
Relikt der Stadtbefestigung: Torre del Fum

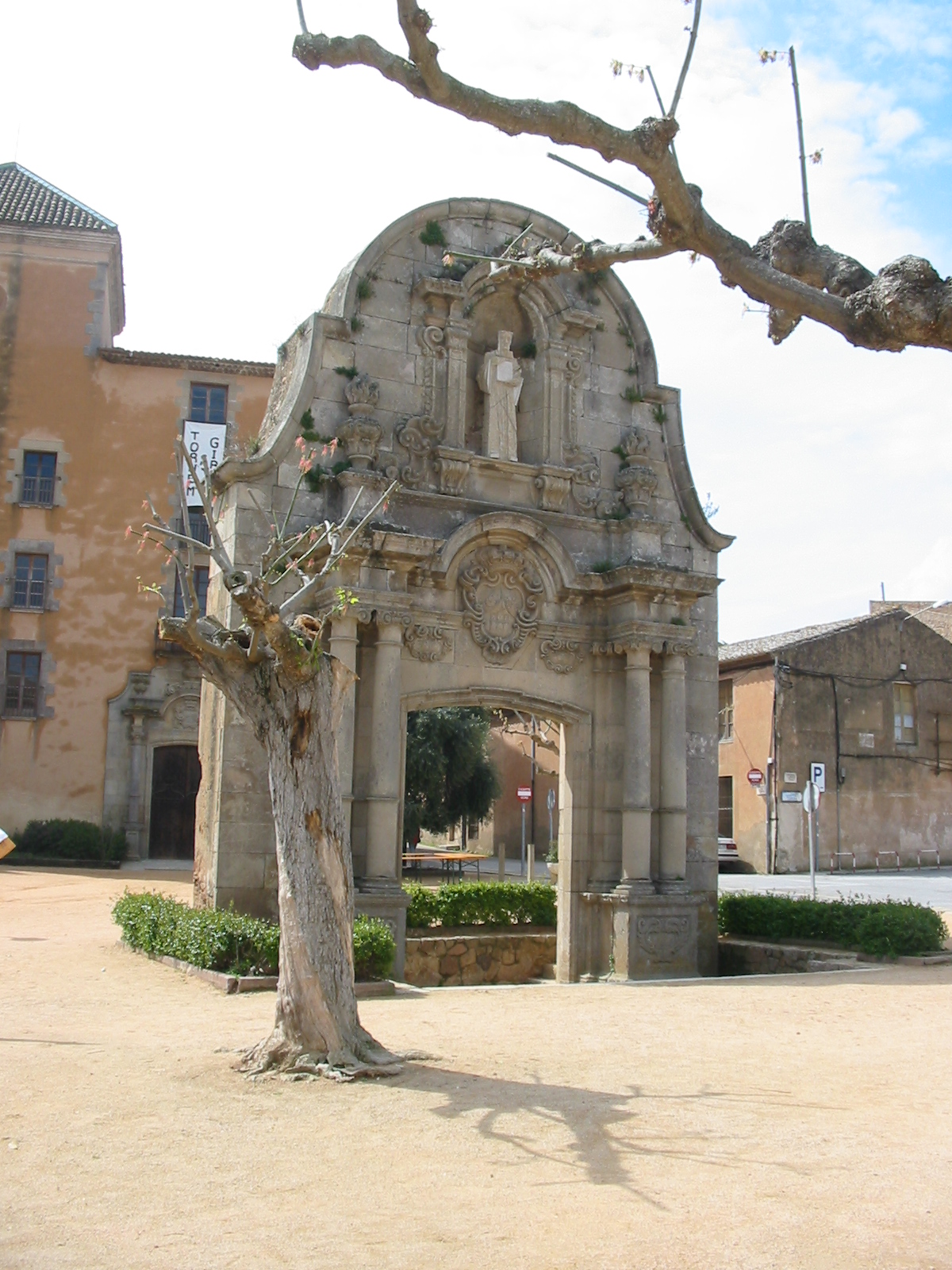
„Benediktsbogen“ (barockes Klosterportal)

Ausgrabungen zufolge gab es auf den Hügeln über der heutigen Stadt – heute Fortim oder Salvament genannt – um 400 v. Chr. eine erste dauerhafte Siedlung der Iberer. Dieses Volk wurde romanisiert und in der Spätantike christianisiert. Eine Kontinuität der Siedlung ist nicht nachgewiesen.
Die Gründung des Benediktiner-Klosters Sant Feliu im 10. Jahrhundert, das sukzessive Siedler anzog, ist daher mutmaßlich unabhängig von der antiken Gründung zu sehen. Das Kloster übte die Feudalherrschaft in der Region aus, die es formell bis 1835 (Aufhebung aller Benediktinerklöster in Spanien) innehatte. Heute noch sichtbare Zeugen dieser Zeit sind Reste der Kirche (Plaça del Monestir) sowie der Porta Ferrada und die zur ehemaligen mittelalterlichen Stadtbefestigung gehörenden Türme del Fum und del Corn.
Im Laufe des Mittelalters entwickelte die um das Kloster wachsende Stadt durch ihre wirtschaftliche Bedeutung eine zunehmende Unabhängigkeit von der Feudalherrschaft. Bereits im 12. Jahrhundert wurde der Hafen mit den Werften gebaut. Zu Wohlstand und Größe kam Sant Feliu im 14. Jahrhundert, als der Ort in den Rang einer „Carrer“ von Girona erhoben wurde und damit Privilegien einer Stadt bekam. Diese lebte primär von der Fischerei und von mit der Fischerei verbundenen Wirtschaftszweigen (Fischkonservierung durch Einsalzung, Netzflechterei, Bootsbau).
In der zweiten Hälfte des 18. Jahrhunderts sowie im 19. Jahrhundert überflügelte die Kork-Industrie den Fischfang als Haupteinnahmequelle; Sant Feliu wurde internationaler Hauptausfuhrhafen für das in den nahen Korkeichen-Wäldern gewonnene Rohmaterial. Andererseits wanderten in dieser Zeit viele Menschen, die in der Korkindustrie keinen Platz fanden, nach Amerika aus.
Gegen Ende des 19. Jahrhunderts expandierte die Stadt erheblich und gewann an architektonischer Qualität; nach Plänen von General Guitart i Lostaló bauten sich Industrielle Prachtvillen entlang der Strandpromenade (Passeig), von denen einige charakteristische Beispiele heute noch erhalten sind (Casino dels Nois, Casa Patxot, Can Sibils).
Der Bau einer Schmalspurbahn in den Jahren 1889 bis 1892 durch die Architekten Rafael Coderich und Gabriel March steigerte die Bedeutung Sant Felius als Handelshafen, da nunmehr auch Waren aus dem Binnenland via Girona zur Verladung herbeitransportiert werden konnten. Nach anfänglichem Misstrauen der lokalen Fuhrleute und Kutscher aus Sorge um ihre Arbeitsplätze und Sabotageversuchen wurde im Laufe der Zeit das schnelle Fortbewegungsmittel, das auch der Personenbeförderung diente, akzeptiert.
Durch die neue Verbindung und den steigenden Handel nahm Sant Feliu nach Palafrugell den Platz der zweitwichtigsten Stadt der Empordà ein.
Der Aufstieg Sant Felius als Touristenzentrum begann in der zweiten Hälfte des 20. Jahrhunderts. Im Unterschied zu denjenigen Zentren an der Costa Brava, die der Bauboom der 1960er und 1970er Jahre für den Pauschaltourismus erschloss, blieb Sant Feliu im Ausbau seiner Unterkünfte und gastronomischen Einrichtungen auf moderate Besucherzahlen ausgerichtet.

## Stadtbild

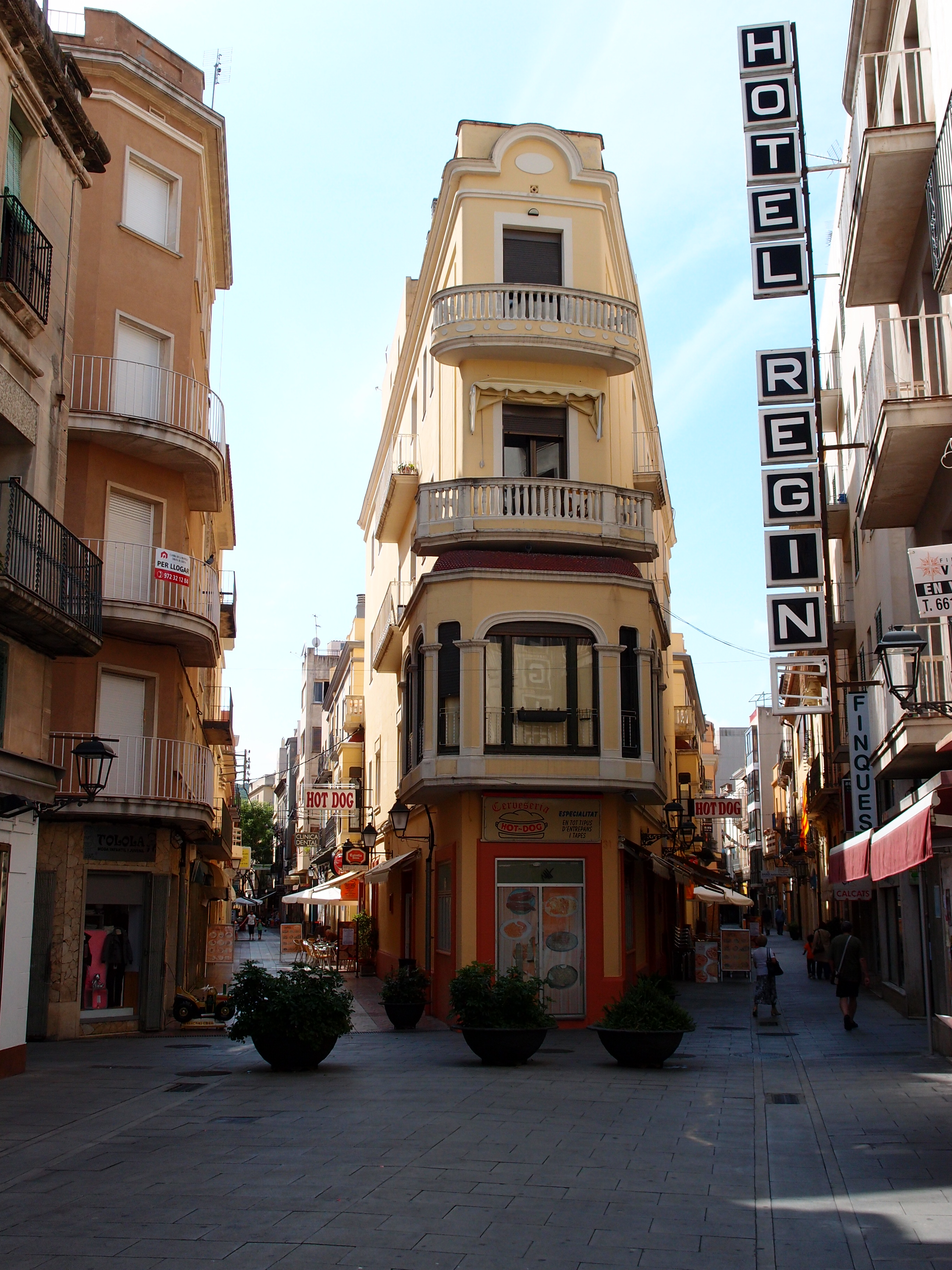
Altstadtgassen

Sant Feliu de Guíxols ist eine Stadt mit einem reichen kulturellen, historischen und architektonischen Erbe. Das Stadtbild ist geprägt von der typischen Bauweise einer katalanischen Hafenstadt, die sich mit zeitgenössischer Architektur vermischt. Zahlreiche Gebäude wurden saniert und restauriert.
Es gibt zwei kleinere Ramblas, Antoni Vidal und del Portalet, von denen kleinere Gassen abzweigen. Auf den Ramblas findet man einige Geschäfte, darunter kleine Souvenir- und Touristenshops, aber auch Tabakläden oder Supermärkte. Die Rambla del Portalet, deren Bau schon 1833 unter Beteiligung der Bürger begonnen wurde, teilt die Strandpromenade in zwei Hälften, die östliche wird Passeig dels Guíxols und die westliche Passeig del Mar genannt.
Dieser Bereich entlang des Hafens (große Marina und Fischerhafen) und Stadtstrands wird von einem kleinen Park mit Flaniermeile und gastronomischen Einrichtungen gesäumt. Hier liegt auch der zentrale Parkplatz; der Stadtkern ist größtenteils für den Verkehr gesperrt.

## Infrastruktur

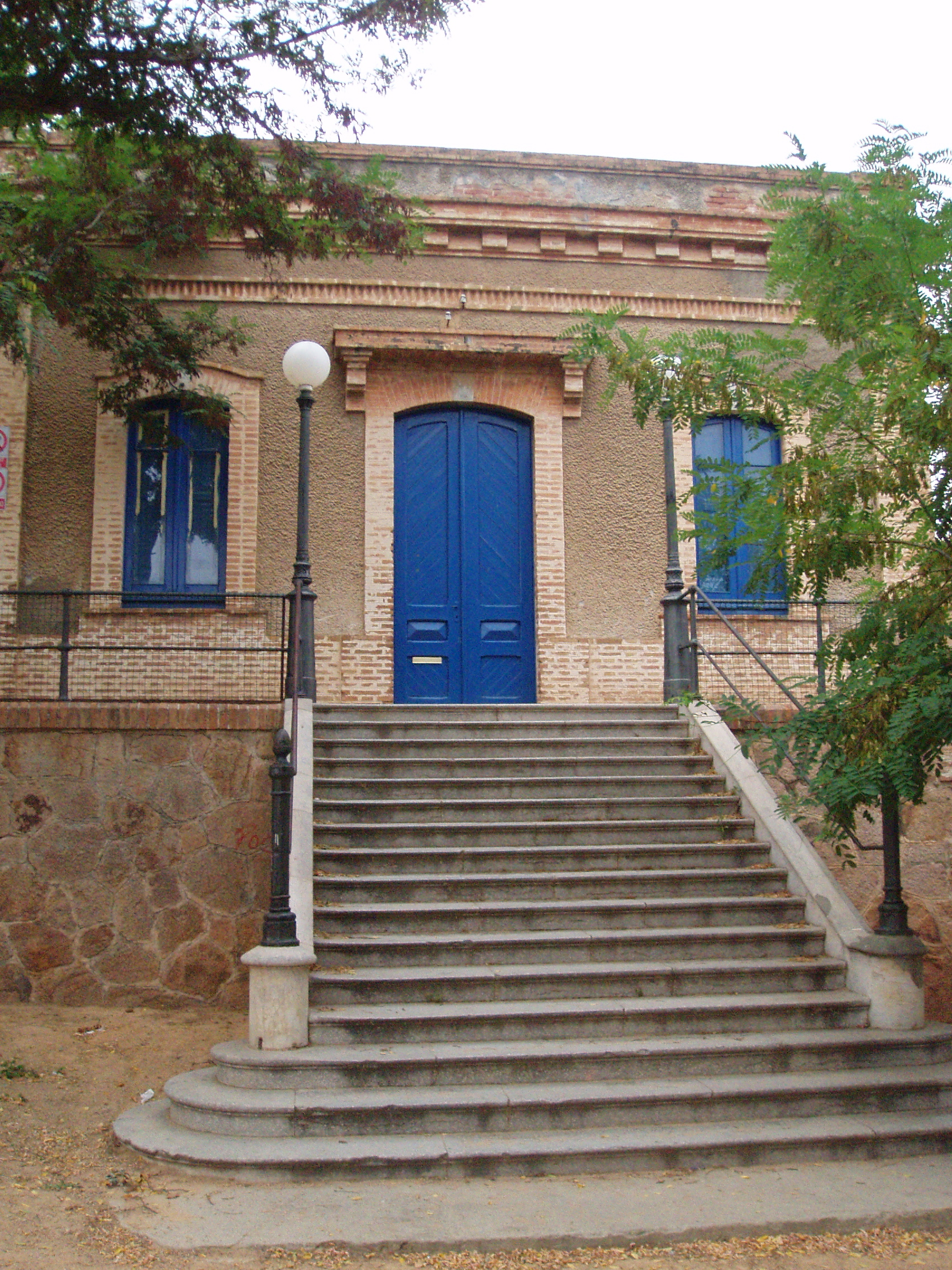
Ehemaliges Bahnhofsgebäude der Schmalspurbahn

### Verkehr

#### Verbindungsstraßen
Sant Feliu ist gut mit anderen Orten verbunden und es gibt zahlreiche Möglichkeiten, den Ort zu erreichen.
Die Straße C-253 verläuft nördlich entlang der Küste nach Castell-Platja d’Aro und Palamós.
Die A-19 verbindet Sant Feliu mit Barcelona.
Die Panoramastraße nach Tossa de Mar ist eine touristische Strecke.

#### Bus und Bahn
Die ehemalige Schmalspurbahn, die zwischen Sant Feliu und Girona verkehrte, wurde 1969 stillgelegt. Erhalten ist nur das Bahnhofsgebäude, das in eine Schule umgewandelt wurde.
Sant Feliu besitzt nach der Abschaffung der Schmalspurbahn keine direkte Bahnverbindung mehr; die am nächstliegenden Bahnhöfe befinden sich in Caldes de Malavella und Girona. Ein Busbahnhof befindet sich in der Stadt.

## Wirtschaft
Die Wirtschaft besteht hauptsächlich aus Dienstleistungsgewerben, Handel, Fischerei und Tourismus.

### Tourismus

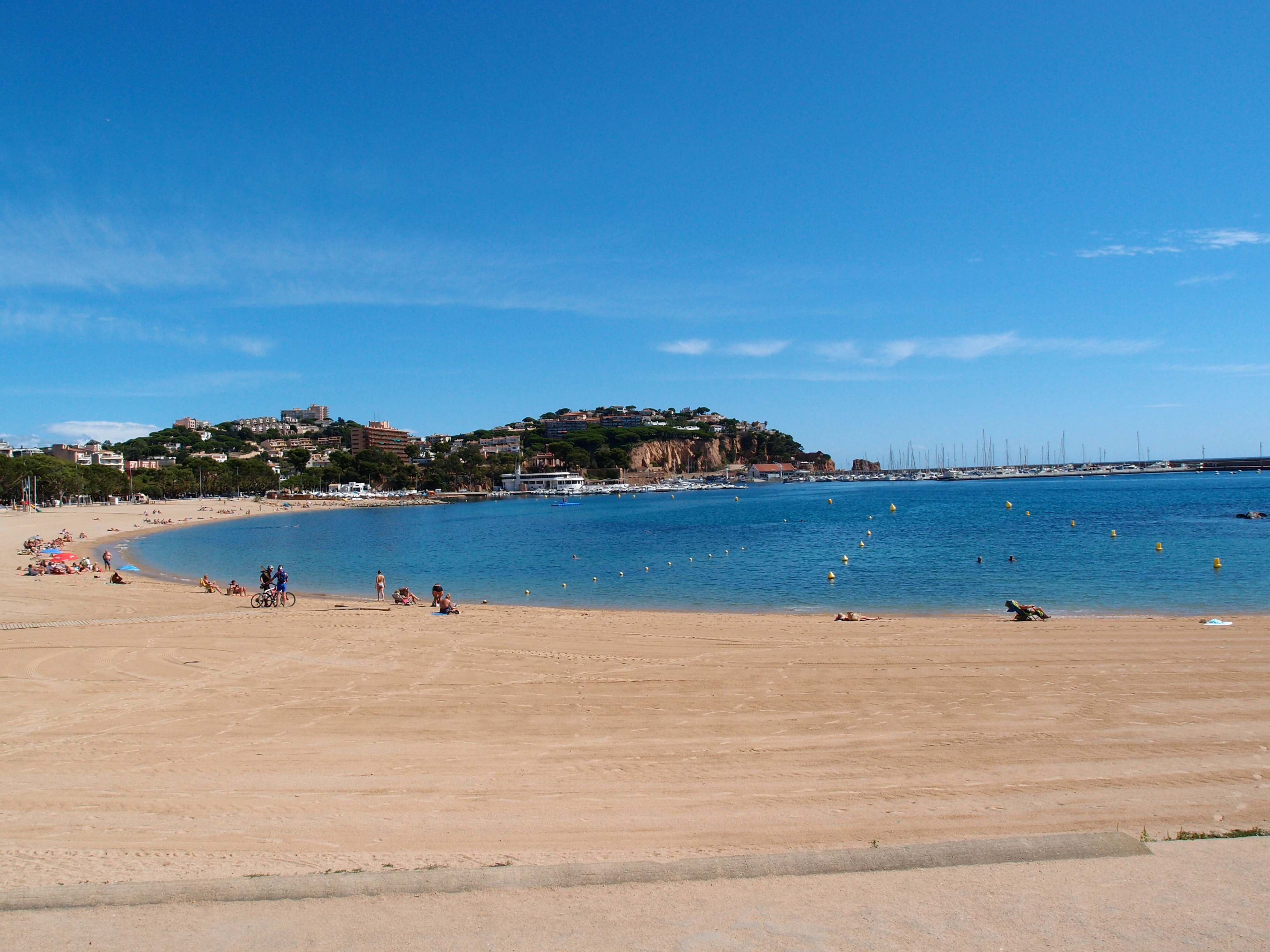
Stadtstrand von Sant Feliu

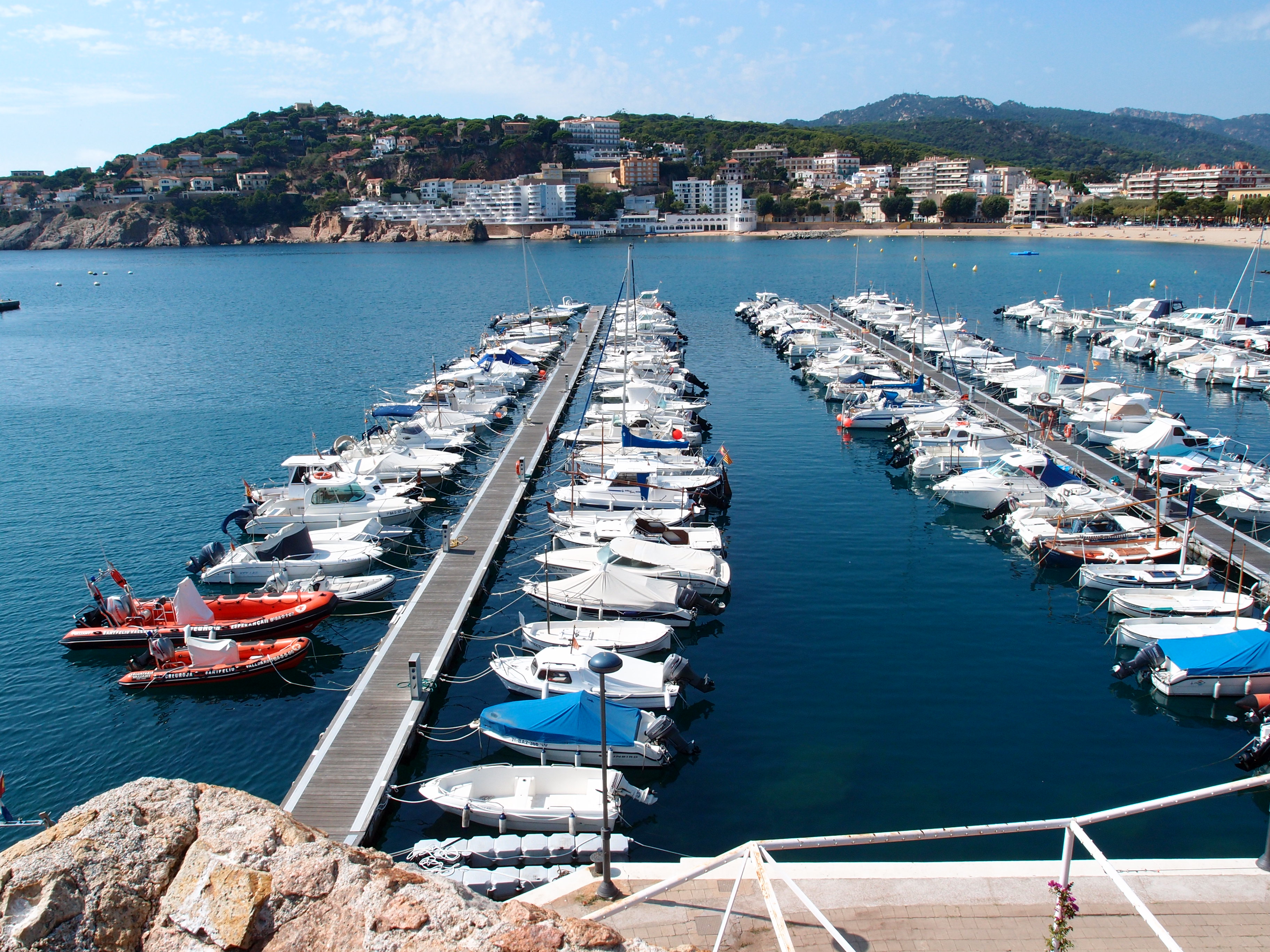
Sportmarina von Sant Feliu

Der Tourismus ist nicht, wie bei vielen anderen Städten an der Costa Brava, bevorzugte Einnahmequelle. Jedoch verbessert die stabile Tourismusbranche die wirtschaftliche Lage. Die Stadt verfügt über einige Hotels, Ferienappartements, Campingplätze, Cafés und Restaurants.
Sant Feliu ist kein prägnantes Zentrum des Badetourismus an der Costa Brava. Außer dem nur 400 m langen und 30 m breiten Stadtstrand (Platja de Sant Feliu), der seine Grenzen durch Felsenküste im Südwesten einerseits und die Hafenanlage im Nordosten andererseits findet, gibt es ca. 1,5 km nordöstlich des Stadtzentrums noch die grobsandige, teilweise steinige Platja de Sant Pol (870 m lang und 20 m breit). Außer von Touristen werden die Strände auch von den Bewohnern umliegender Städte frequentiert, die entweder hier ihre Ferienhäuser haben oder für einen Kurzurlaub nach Sant Feliu kommen.
Besucher schätzen die kulturellen Sehenswürdigkeiten der Gemeinde und nutzen den Ort als Ausgangsbasis für die Küstenstraße nach Tossa de Mar, die zu den landschaftlich attraktivsten Panoramastraßen der Costa Brava zählt.
Auf der Schmalspurbahntrasse Ruta del carrilet findet man heute eine ca. 42 km lange Radroute von Sant Feliu nach Girona; auf der meist leicht bergab führenden Strecke geht es durch Wald- und Feldlandschaften.

### Sport
Sant Feliu besitzt mit der Via ferrada de la Cala del Molí den weltweit einzigen Klettersteig, auf dem in das Meer hineinragende Felsen umklettert werden. Der Klettersteig besteht aus zwei Teilen und wird mit der Schwierigkeitsstufe C/D bewertet.
Darüber hinaus stehen Dienstleistungen für Wassersport, Tauchen, Minigolf, Tennis und Reiten zur Verfügung. Der nächstgelegene Golfplatz befindet sich ca. 10 km nordöstlich bei Platja d’Aro.

### Fischerei und Korkindustrie
Auch die historischen Wirtschaftszweige Sant Felius – Fischerei und Korkindustrie – sind im 21. Jahrhundert noch aktiv.
Die Stadt besitzt heute noch eine beachtliche Fischereiflotte und einen eigenen Hafen.
Wie in der Vergangenheit ist Sant Feliu immer noch Hauptausfuhrhafen für die ortsansässige Korkindustrie.
Der qualitativ hochwertige Kork von katalanischen und andalusischen Korkeichen wird von Sant Feliu weltweit exportiert.

## Bevölkerung

Bevölkerungsdiagramm von Sant Feliu zwischen 1991 und 2005

### Demografie
2019 lebten 21.925 Personen in Sant Feliu; davon 10.802 männlich und 11.123 weiblich. Die Bevölkerung wuchs seit den 90er-Jahren an, stagniert nun aber seit rund 15 Jahren.
| Jahr      | 1900   | 1910   | 1920   | 1930  | 1940  | 1950  | 1960   | 1970   | 1981   | 1990   | 2000   | 2010   | 2012   | 2014   | 2016   | 2018   |
| --------- | ------ | ------ | ------ | ----- | ----- | ----- | ------ | ------ | ------ | ------ | ------ | ------ | ------ | ------ | ------ | ------ |
| Einwohner | 11.333 | 11.327 | 10.013 | 9.082 | 7.583 | 8.306 | 10.307 | 12.508 | 15.485 | 17.337 | 18.403 | 21.975 | 21.961 | 21.810 | 21.760 | 21.824 |

## Kultur

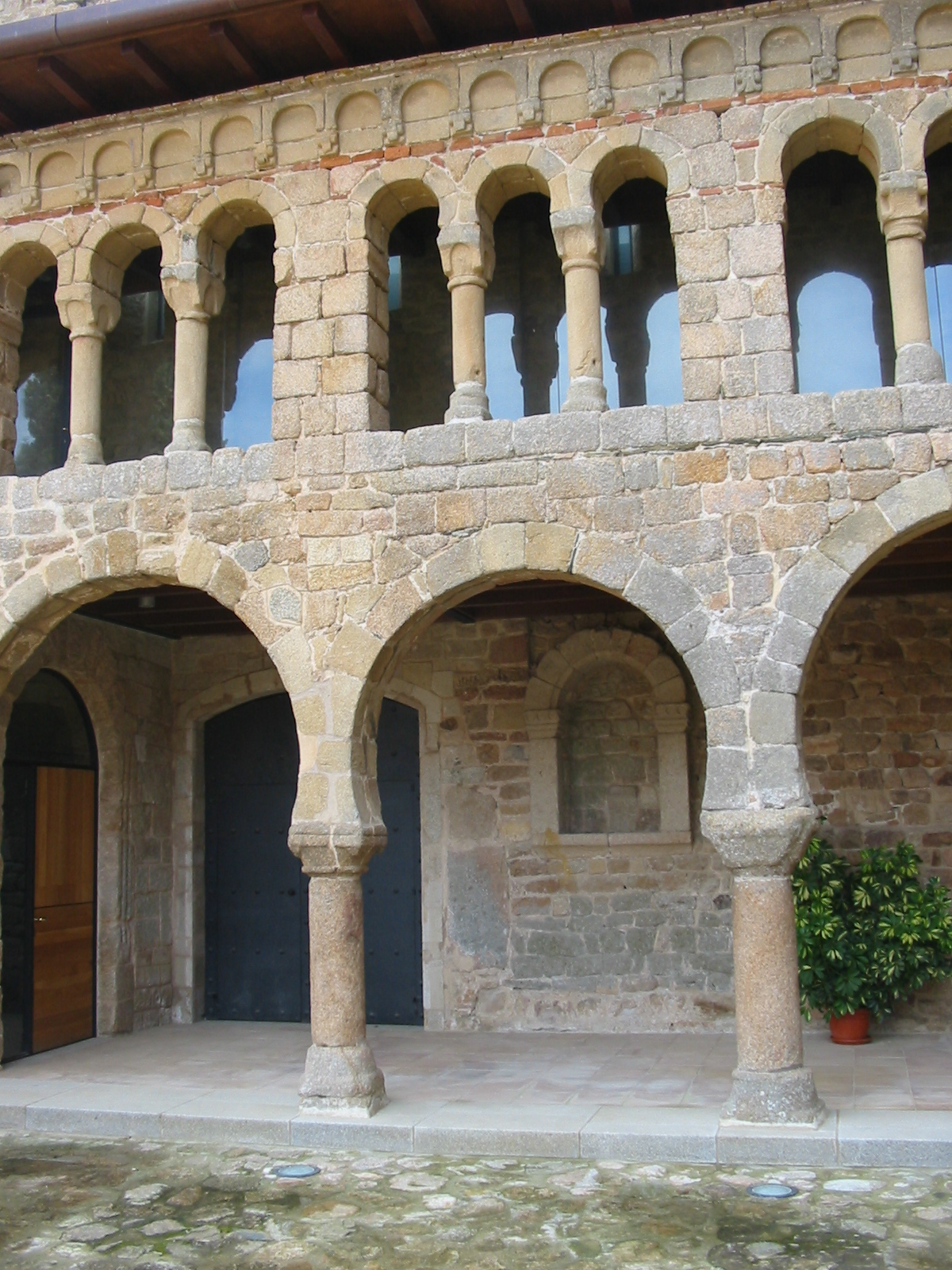
Porta Ferrada

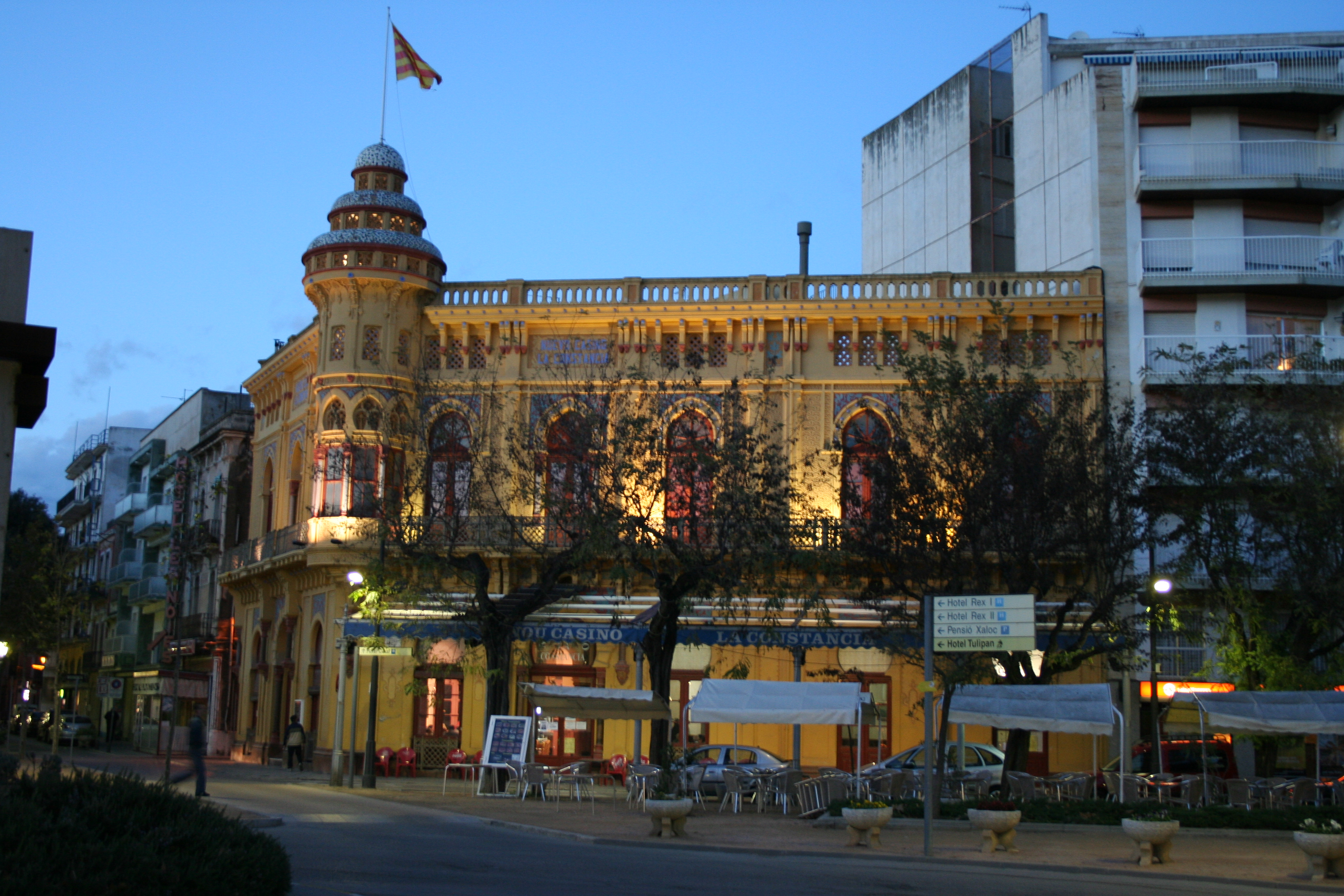
Casino dels Nois

Casino dels Nois

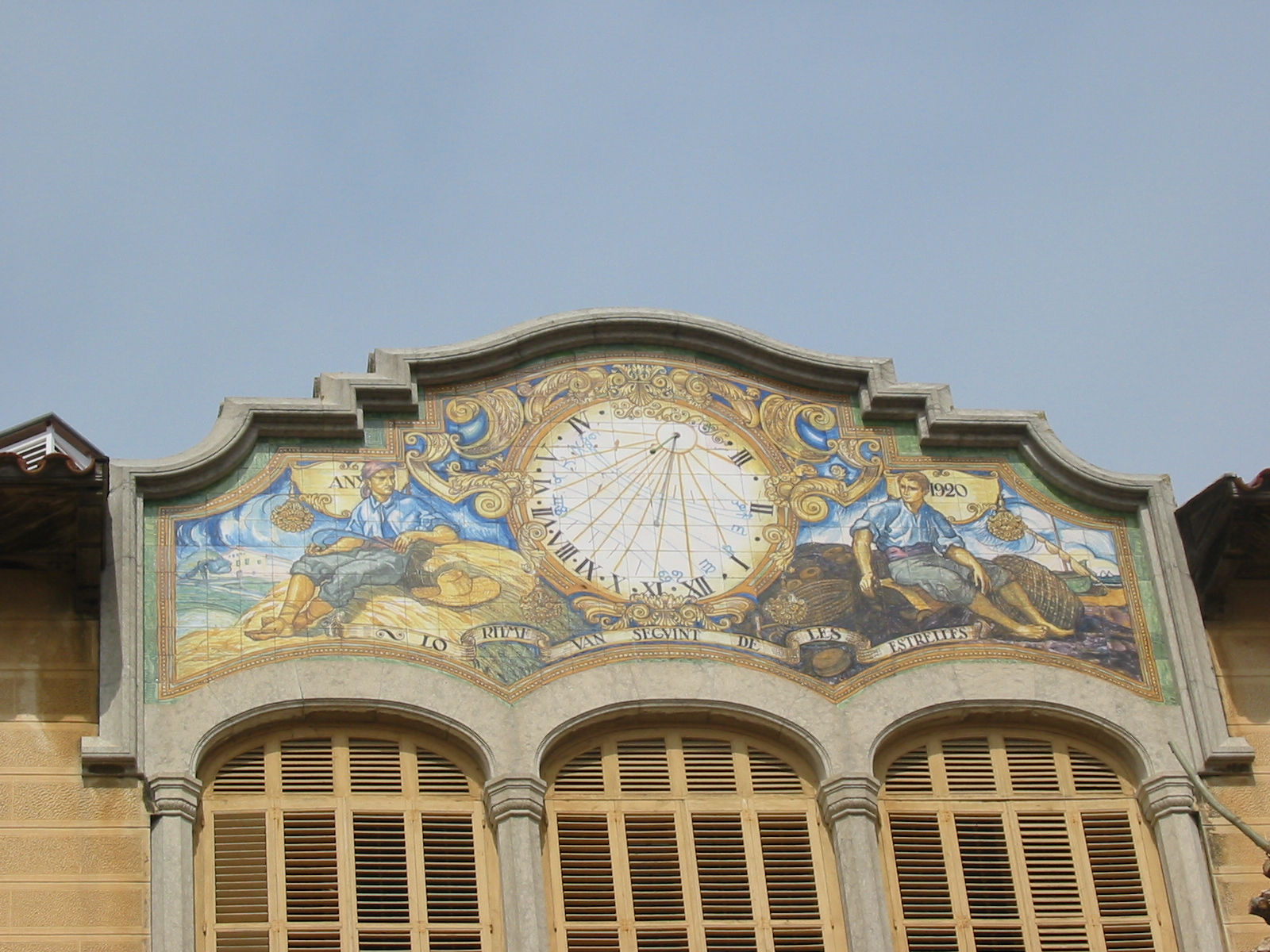
Giebelfresko Casa Patxot (1920)

### Sehenswürdigkeiten

#### Der mittelalterliche Komplex
Keimzelle des mittelalterlichen Sant Feliu ist der Bereich um die heutige Plaça del Monestir. Hier bildete die Stadtmauer, von der noch der halbrunde Torre del Fum sowie ein weiterer quadratischer Turmstumpf (Torre del Corn) einst eine Einheit mit der Klosterkirche der Benediktiner als Wehrkirche. Der Erstbau aus dem 10./11. Jahrhundert ist weitgehend zerstört.
- 1931 wieder ausgegraben wurde die Porta Ferrada, ein romanischer dreiachsiger Portikus mit drei großen Arkaden im Sockelgeschoss und drei Triforien im Obergeschoss, abgeschlossen von einem Rundbogenfries. Hier befand sich ursprünglich der Eingang zur im 14. Jahrhundert gotisch umgestalteten Kirche auf kreuzförmigem Grundriss mit Kreuzgewölben und drei Apsiden, die heute vom nördlichen Querhaus her betreten wird. Zur Innenausstattung gehören ein romanisches Kruzifix aus Navarra und eine Kopie der Madonnenstatue von Montserrat.
- Isoliert von der Klosterkirche steht ein Barockportal von 1747, das zu den im Übrigen abgerissenen Klostergebäuden gehörte; dieser Arc de Sant Benet (= Benedikt-Bogen) mit ionischen Säulen, Stadtwappen, Flammenvasen und Volutengiebel hat 1936 im Spanischen Bürgerkrieg seine in einer Arkadennische stehende Statue des Heiligen Benedikt eingebüßt. Die Ersatz-Figur gestaltete 1999 Domenec Fita, ein Bildhauer aus Girona.
- Am Klosterplatz befindet sich auch das Städtische Museum (Museu Municipal) mit archäologischen Fundstücken aus iberischer, römischer und mittelalterlicher Zeit sowie Exponaten zur Stadtgeschichte, insbesondere zur Seefahrt und zur Korkindustrie.

#### Das 19. und frühe 20. Jahrhundert
Vom Reichtum dieser Epoche durch die Korkindustrie zeugen das Kasino und einige Villen, die sich lokale Unternehmer erbauen ließen.
- Eines der schönsten Jugendstil-Gebäude der Stadt ist das 1888 von General Guitart erbaute Casino dels Nois, das auch im 21. Jahrhundert noch als Spielkasino genutzt wird. Neben dieser Funktion erfüllt das Areal rund um das Kasino auch eine soziale Rolle als Treffpunkt für die Stadtbevölkerung, insbesondere für die älteren Bewohner an der Promenade unter den Schatten spendenden Platanen.
- Die Jugendstilvilla Casa Patxot an der Promenade ließ sich der Korkunternehmer Rafael Patxot in den Jahren 1917 bis 1920 durch den Architekten Alber Juan i Torner erbauen. Zu Lebzeiten unterhielt Patxot dort eine astronomische Beobachtungsstation. Daran erinnert noch das Giebelfresko von 1920 mit integrierter Sonnenuhr. Das Gebäude ist heute Sitz der örtlichen Industrie- und Handelskammer.
- Weitere Industriellen-Villen aus dieser Epoche (cases senyorials) sind die Casa Albertí (Ende 19. Jh.), die Casa de la Campana (1911), die Casa Gaziel (1880), die Casa Girbau (191), die Casa Maynegre (1898), die Casa Maruny (1909), die Casa Pecher (1894), die Casa Ribot (1904), die Casa Sala (1904) und die Casa Sibils (1892).
- Die von Joan Bordàs erbaute Markthalle (1929) befindet sich auf der Plaça del Mercat, wo jeden Sonntag der Wochenmarkt schon in den frühen Morgenstunden beginnt. Im Kern war dieser Marktplatz schon im Mittelalter angelegt (im 13. Jahrhundert erwähnt); seine ursprüngliche Bausubstanz ist aber nicht mehr nachvollziehbar. Das Rathaus von 1547 trägt Stilelemente von Spätgotik und Renaissance. Es wird flankiert von einem Uhrturm von 1847 und wurde nach Kriegszerstörungen in den 1940er und 1950er Jahren wiederaufgebaut und erweitert.
- Das 1889 eingerichtete Seenotrettungsmuseum auf dem Hügel am östlichen Ende der Bucht ist ebenfalls im Jugendstil erbaut. Es liegt in einem kleinen Pinienhain und eröffnet von einer Terrasse einem schönen Ausblick über die Küste. Gezeigt werden verschiedene Gerätschaften, die bei der Seenotrettung benutzt wurden, sowie einige Dokumente und Bilder.
- Das Museum der Geschichte des Spielzeugs dokumentiert 2500 Exponate aus dem 19. und 20. Jahrhundert.

Markt
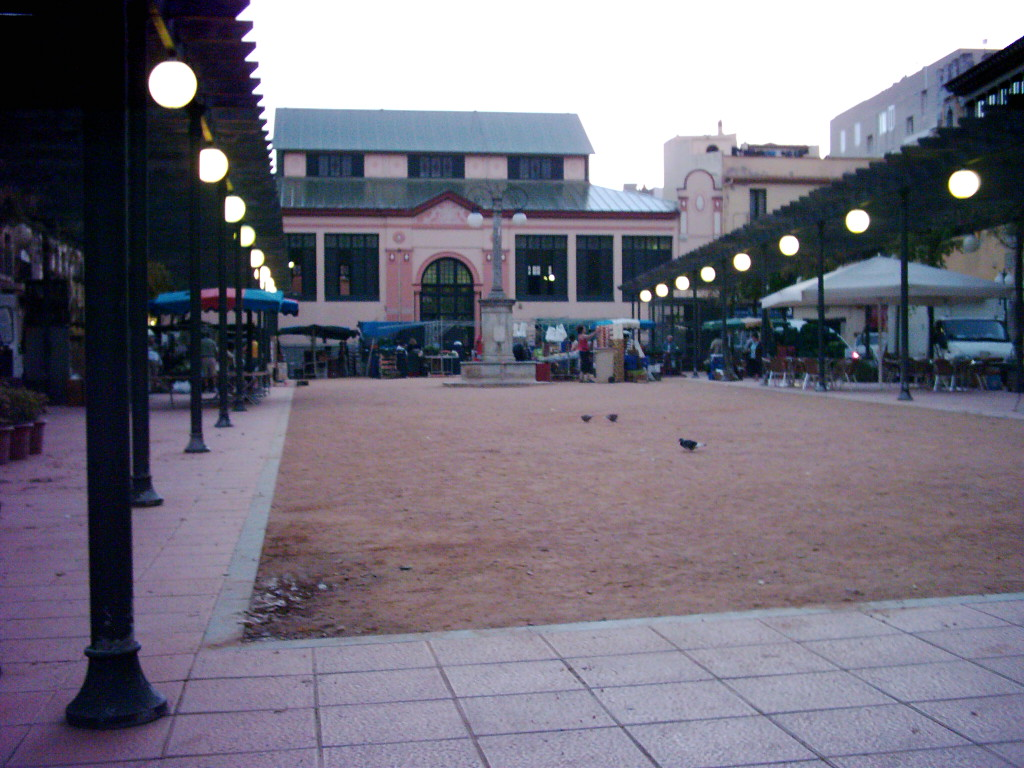
Marktplatz
Seenotrettungsmuseum
Seenotrettungsmuseum

#### Sehenswertes außerhalb der Stadt

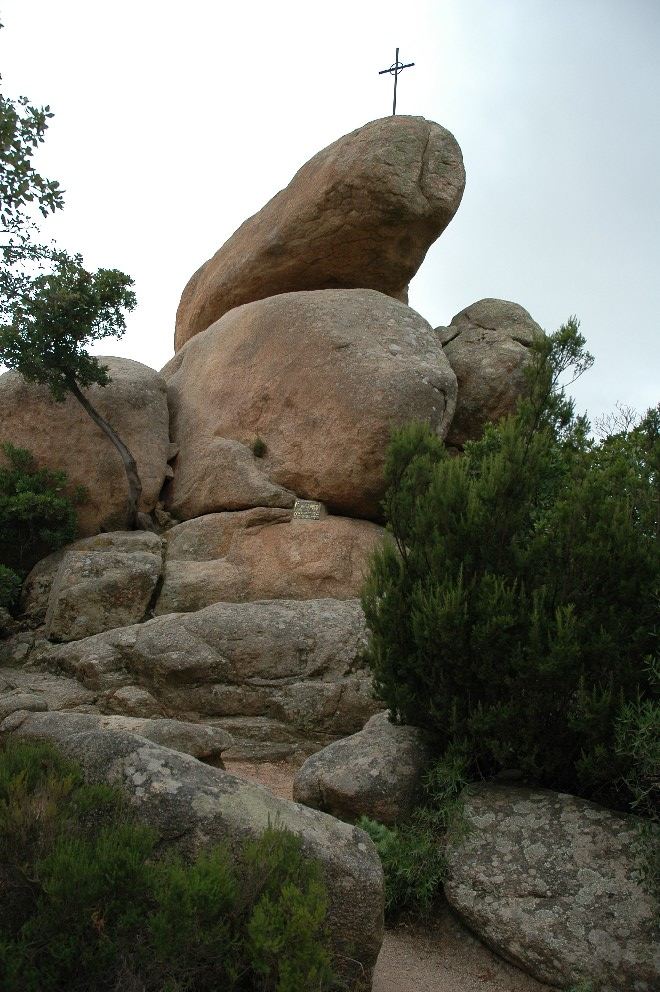
Pedralta

- Einige Kilometer nordöstlich von Sant Feliu führt von der Hauptstraße nach Girona nahe dem Campingplatz Blamanya eine ca. 5 km lange Asphaltstraße an einigen Grillplätzen vorbei zur Pedralta, einem Wackelstein aus Granit. Sein Name wird abgeleitet von pedra sobre l’altra pedra (für „ein Stein über dem anderen Stein“). Der Pedralta (6 m lang, 4 m breit und 3,5 m hoch) ist mit 33 Tonnen Gewicht der zweitgrößte Wackelstein Europas nach demjenigen bei Solla in Bayern mit 50 Tonnen. 1996 fiel der Stein herunter; mutmaßliche Fremdeinwirkung durch einen Betrunkenen wurde diskutiert, konnte aber nicht nachgewiesen werden. Der Stein wurde nach langer Diskussion über die auftretenden Kosten wieder aufgerichtet, seine Wippfähigkeit ging jedoch dabei verloren.
- Auf dem 99 m hohen Puig i Castellar südwestlich der Stadt befindet sich die kleine Kapelle Ermita de Sant Elm, die im Jahre 1723 zu Ehren des heiligen Telmo und der Muttergottes der guten Reise, den Schutzpatronen der Matrosen, Pilger und Seefahrer, errichtet wurde. Von hier aus hat man eine sehr gute Aussicht auf die Stadt und auf die Felsküste. Zu Ehren des Schriftstellers und Journalisten Ferran Agulló steht hier ein Gedenkstein.
- Südwestlich schließt sich die 13 km lange Panoramastraße nach Tossa de Mar durch eine zerklüftete Felslandschaft inmitten von Steineichen- und Pinienwäldern hoch oberhalb kleiner Sandbuchten mit Ferien-Appartementsiedlungen und Campingplätzen an. Die Straße verläuft in Haarnadelkurven dicht am Klippenrand entlang; mehrere Parkbuchten bieten Aussichtspunkte (miradors) auf die bizarre Landschaft, die Ferran Agulló mutmaßlich im Sinne hatte, als er 1908 dem 220 km langen Mittelmeer-Küstenabschnitt zwischen der französischen Grenze und Barcelona den Namen Costa Brava („wilde Küste“) gab.

### Feste und Traditionen
Zwischen Februar und März findet El Carnaval statt; wie in fast allen größeren Städten gibt es Umzüge.
Am 23. April wird wie in vielen katalanischen Orten der Heilige Georg gefeiert.
Es gibt Umzüge, Sardanas und öffentliches Essen.
Jährlich von Juli bis August findet das internationale Musikfestival der Porta Ferrada (Festival Internacional de la Porta Ferrada) statt. Es wurde 1962 erstmals ausgetragen und gilt als das älteste Musikfestival Kataloniens.
Während der Mostra de Cançó de Taverna stehen die Restaurants und Plätze im Zeichen der Musik der Fischer und Arbeiter.
Die Festes Majors werden in allen katalanischen Orten gefeiert und dienen zur Ehrung der Dorfheiligen. Der Gedenktag für den Lokalheiligen Felix von Afrika ist der 12. Juli. Mit Rücksicht auf die Feriensaison findet das 4 Tage dauernde Patronatsfest mit Tänzen, Feuerwerk, sportlichen und kulturellen Wettkämpfen jedoch vom 1. bis zum 4. August statt.
Am 11. September findet der Nationalfeiertag Diada Nacional de Catalunya in Sant Feliu wie in ganz Katalonien mit Umzügen und Sardanas statt.

## Galerie

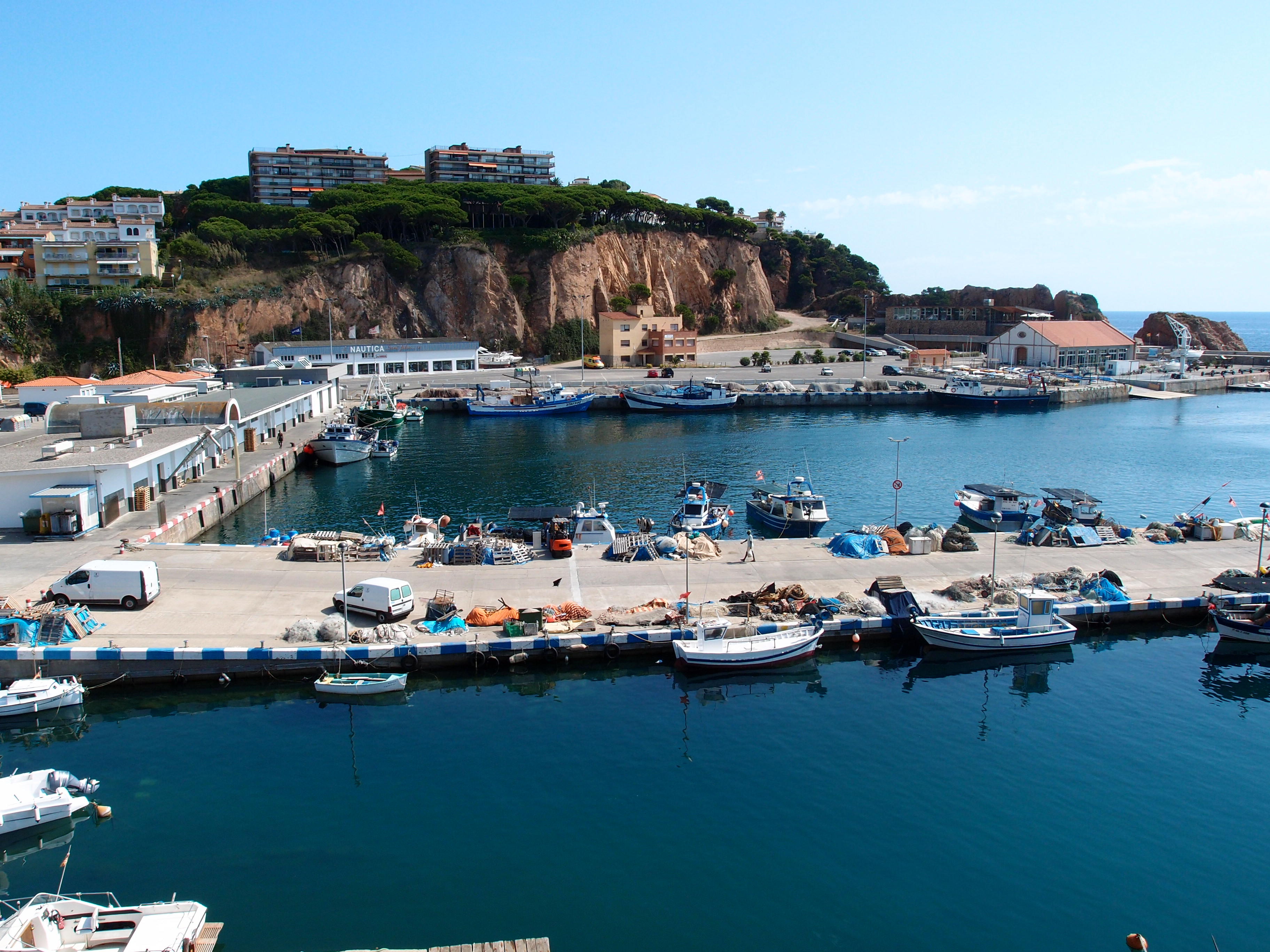
Fischerhafen von Sant Feliu
Aussicht vom Kloster Sant Elm
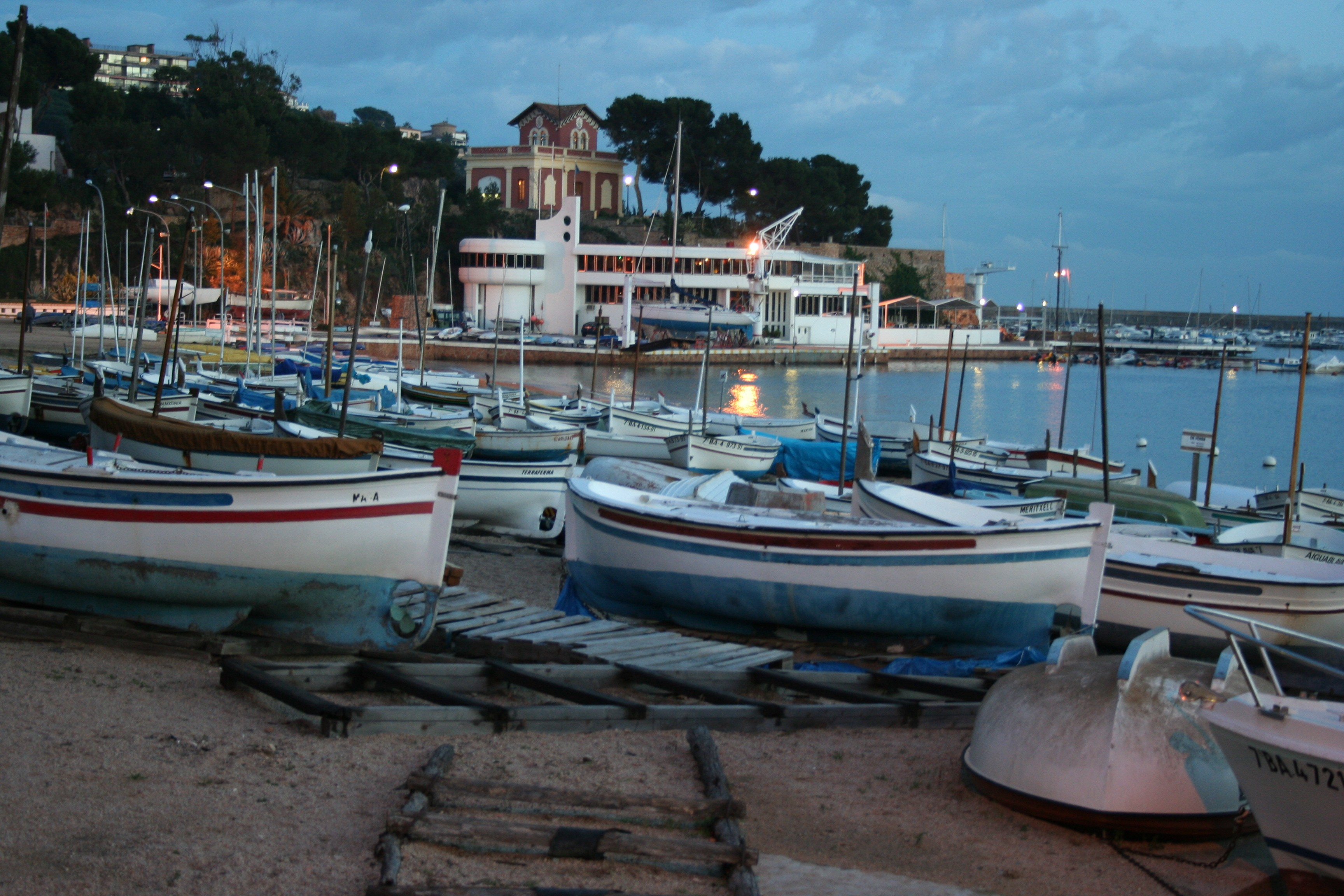
Teil des Hafens, im Hintergrund das Seenotrettungsmuseum
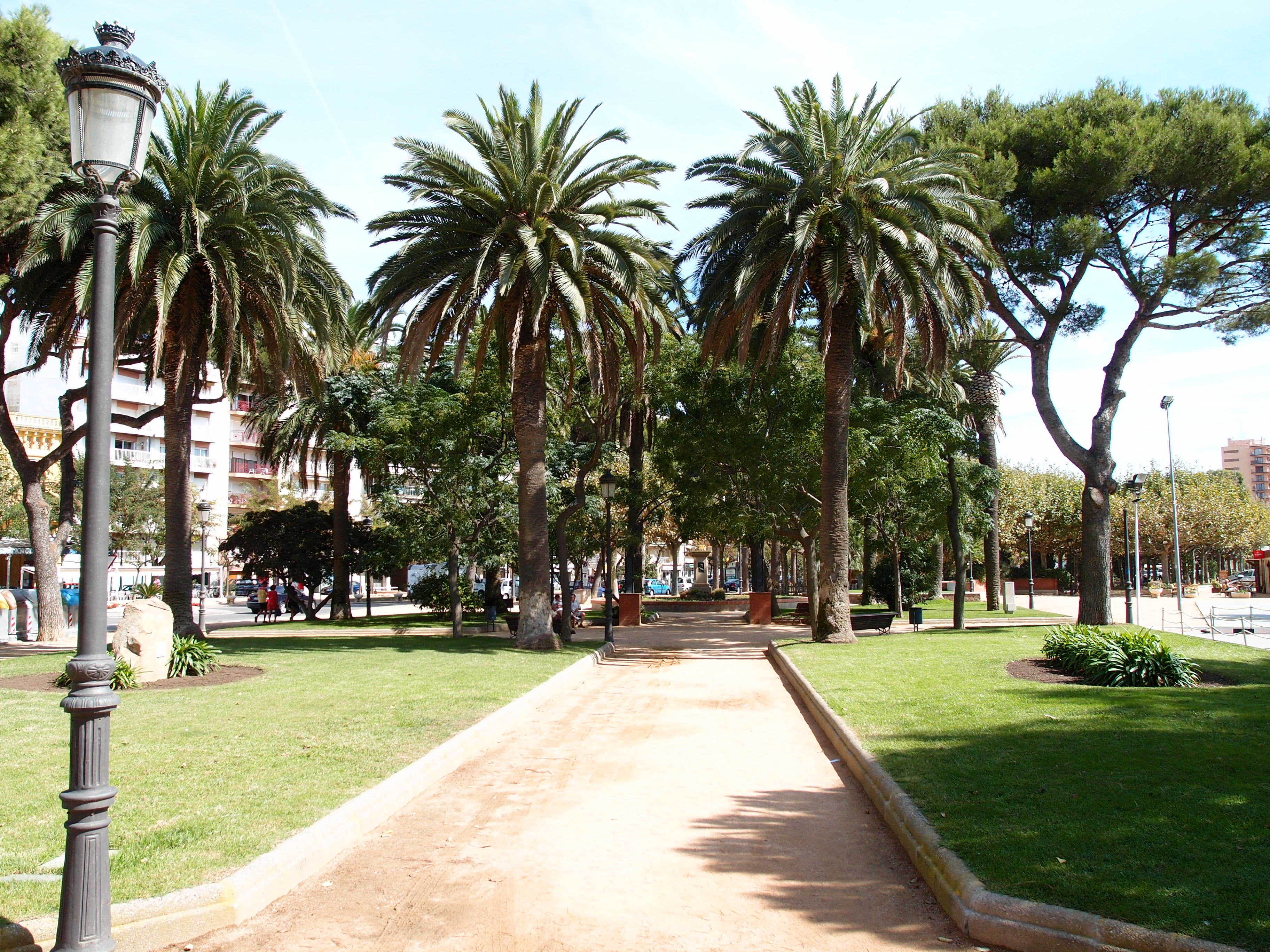
Park neben dem Strandboulevard
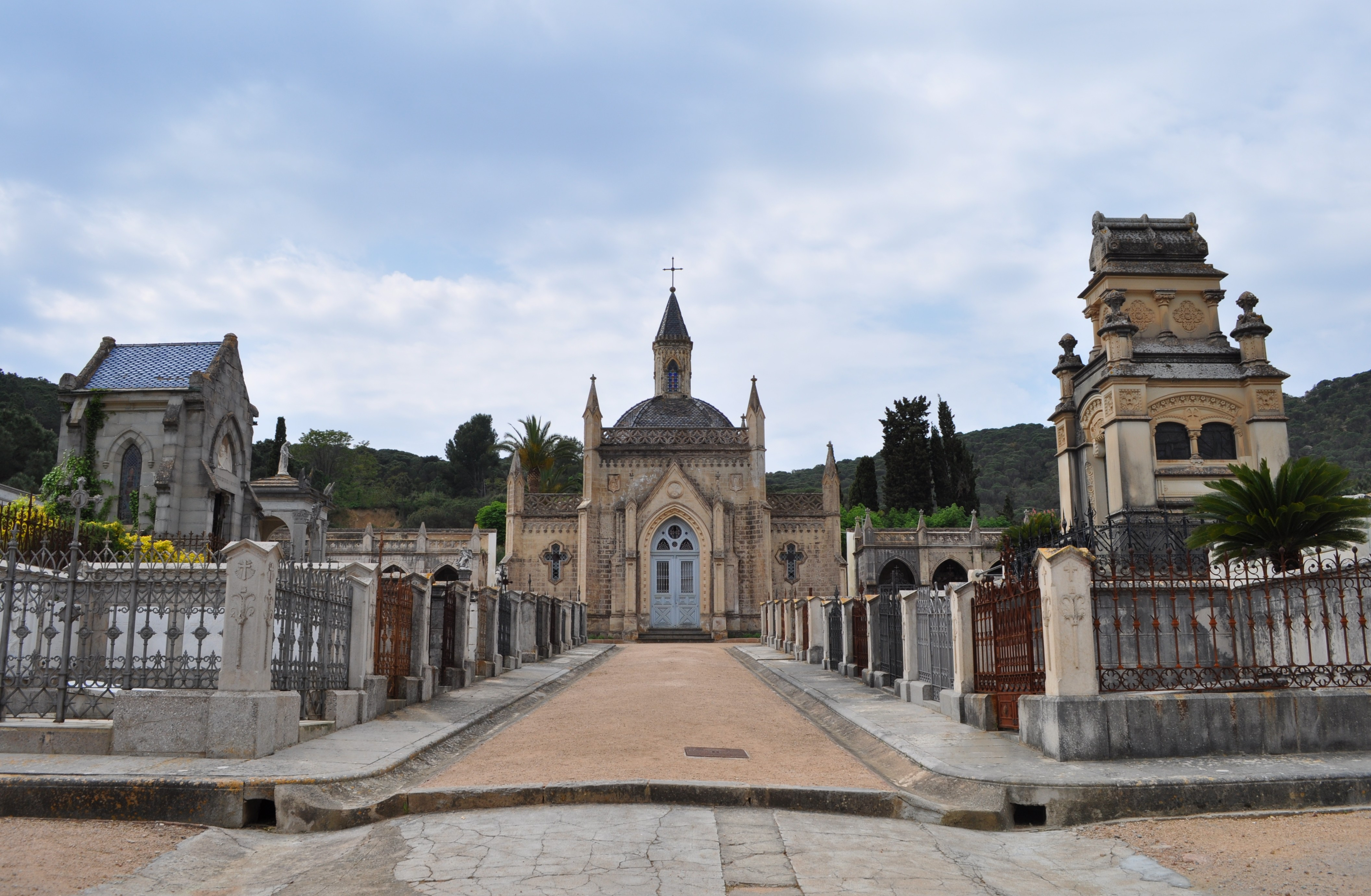
Friedhof

## Partnerstädte

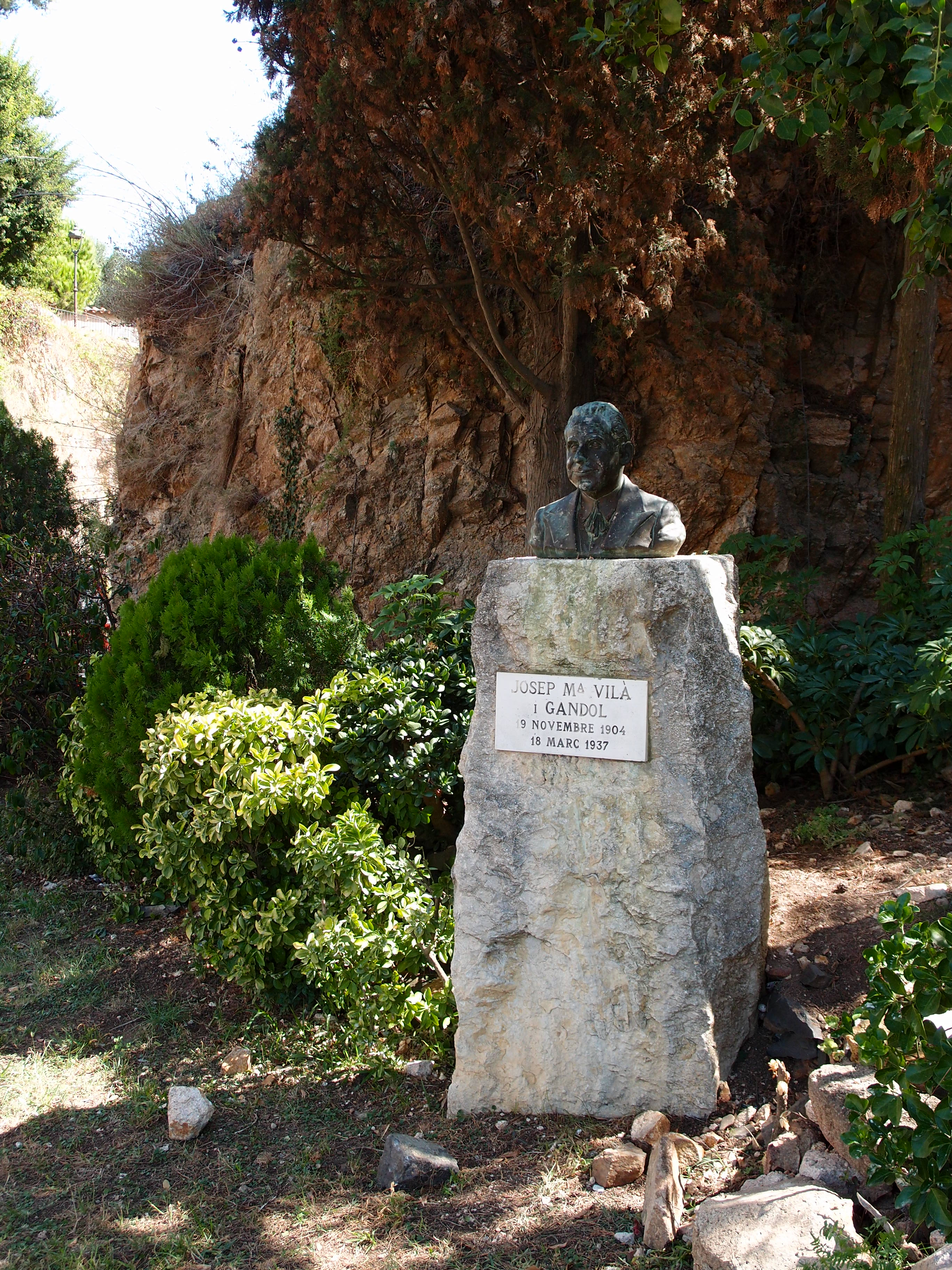
Denkmal für Josep Maria Vilà i Gandol

| - Mindelheim (Deutschland) seit 1994 - Bourg-de-Péage (Frankreich) | - Schwaz (Österreich) - Verbania (Italien), seit 1994 |

Die Städtepartnerschaft zum bayrischen Mindelheim entstand über die gemeinsame französische Partnerstadt Bourg-de-Péage.

## Persönlichkeiten
- Ferran Agulló (1863–1933), Journalist und Schriftsteller, Namensgeber der Costa Brava (1908)
- Juli Garreta i Arboix (1875–1925), Sardana-Komponist und Journalist
- Josep Irla i Bosch (1876–1958), katalanischer Politiker
- Josep Maria Vilà i Gandol (1904–1937), Sardana-Komponist
- Casa Albertí (1913–1993) war Künstler und malte viele Bilder von Sant Feliu, von denen man einige im Museu d’Història Casa Albertí betrachten kann.